# Samostan Jazak
Samostan Jazak (srbsko Манастир Јазак/Manastir Jazak)  je samostan Sremske eparhje Srbske pravoslavne cerkve na Fruški gori. Republika Srbija ga je razglasila za kulturni  spomenik izjemnega pomena.

## Zgodovina
Samostan je bil zgrajen leta 1736 v manjši kotlini na južnem pobočju Fruške gore. Samostanski kompleks sestavljajo cerkev Svete trojice z zvonikom, na treh straneh obdana z bivalnimi prostori. Na četrti strani je zid z vhodom na samostansko dvorišče.
Neposredno ob samostanu, ob poti v vas Jazak, stoji samostansko naselje (srbsko prnjavor), približno dva kilometra severno od samostana pa so ostanki samostana Stari Jazak, ki ga je, po izročilu, zgradil depot Jovan Brankovič, mlajši sin sv. Stefana Slepega in sv. Matere Angeline. Posvečen je bil najsvetejši Bogorodici (21. november/4. december). Samostan je prvič omenjen v rokopisu Triode iz leta 1522, ki ga je napisal menih-pisar Lavrentij.
Glede na to, da iz 17. stoletja ni ohranjenih nobenih zapisov iz samostana, se domneva, da je bil opuščen vse do velike selitve Srbov leta 1690. Leta 1703 so v samostan iz Nerodimlja prenesli relikvije carja Stefana Uroša V., zaradi česar je samostan užival velik ugled. V času metropolita Vicentija Jovanovića je bila  leta 1736   sprejet sklep, da se zgradi nova cerkev sv. Trojice v baročnem slogu. Cerkev je junija 1758 posvetil metropolit Pavle Nenadović, potem pa so vanjo prenesli inventar starega samostana. 
Samostan Stari Jazik je bil preurejen v ženski samostan. Z odlokom Marije Terezije o zmanjšanju števila samostanov iz leta 1773 je bil razseljen in se je kmalu zatem pretvoril v še danes vidne ruševine.  V novi cerkvi je bil od leta 1759 do 1769 postavljen ikonostas z 59 ikonami, delo Dimitrija Bačevića in njegovih pomočnikov Teodorja Kračuna in Dimitrija Popovića. Cerkev je še dolgo časa ostala samo pobeljena, dokler je ni leta 1899 slikar Pavle Čortanović (1830-1903)  poslikal s portreti iz nacionalnega in krščanskega panteona. Največja in najpodrobnejša dela na samostanskem kompleksu so bila opravljena v letih 1926—1930.
Med drugo svetovno vojno je samostan utrpel veliko škodo. Takratni direktor zagrebškega Muzeja za umetnost in obrt Vladimir Tkalčić je iz samostana odnesel 79 predmetov. Poleti 1942 so samostan požgali partizani. Zgorel je samo del zgradbe. Gradivo iz ohranjenega dela zgradb so odpeljali Nemci, ostale vredne predmete pa je odnesel častnik NDH Anton Bauer. Po vojni je bil samostan obnovljen. Med zadnjo obnovo so v zahodnem krilu bivalnih prostorov uredili knjižnico, svečano jedilnico in zakladnico.
Ženski samostan Jazak je še aktiven.